# 알바니아 노동당
알바니아 노동당(알바니아어: Partia e Punës e Shqipërisë, PPSH)은 알바니아 사회주의 인민공화국의 공산당이다. 1941년 11월 8일 알바니아 공산당(알바니아어: Partia Komuniste e Shqipërisë)으로 창당하였으나, 당시 알바니아의 사회 발전 수준을 인민민주주의 단계로 보고 있던 이오시프 스탈린의 지도하에 1948년에 알바니아 노동당으로 개명하였다. 알바니아 노동당은 서구 사회에서 마르크스-레닌주의 노선을 가장 엄격히 따르던 정당으로 동시에 가장 반수정주의적인 공산주의 정당이기도 하였다. 1991년, 알바니아 노동당은 알바니아 공산당으로 인수 인계되었다.
소련이 탈스탈린화를 추구한 이후부터는 소련과 소련의 영향권 아래에 있는 모든 공산주의 국가와 교류를 단절하였으며, 엔베르 호자의 지도에 따라 공산주의 국가 중 가장 반수정주의적인 정책을 실행하는 당으로 이름을 떨쳤다. 1960년대 초반부터 세계 공산주의 국가 및 공산당 내에서 진행된 이른바 ‘수정주의 논쟁’에서 알바니아 노동당은 소비에트 사회주의 공화국 연방을 ‘사회제국주의 국가’ 및 ‘수정주의 국가’로 규정한 후‘반수정주의’라고 불리는 노선을 주도하는 대표적인 정당이 되었으며, 마르크스-레닌주의를 철저히 고수하며 반수정주의 대열에 섰던 중국 공산당과 우호를 강화하였다.
1960년, 알바니아 사회주의 인민공화국은 문화, 민족, 여성, 종교에 관한 대규모 문화 혁명 노선에 따라 전세계 최초로 무신론 국가를 선언하였으며, 이에 따라 모든 종교 시설을 철거하고 종교를 전면적으로 금지하였다. 또한 세계에서 가장 급진적인 여성 정책을 실시하여 모든 상급 기관에 절반의 할당을 목표로 하는 의무적 여성할당제를 도입하였으며, 1960년대 전반에 걸쳐 자본주의와 수정주의에 관련된 모든 문화적 요소를 제거하는 반수정주의 운동을 총 지휘하였다.

## 역대 선거 결과

### 총선
| 년도 | 의석 수   | 득표수        | 득표율        |               |
| ---- | --------- | ------------- | ------------- | ------------- |
| 1945 | 82 / 82   | 알려지지 않음 | 알려지지 않음 | 알려지지 않음 |
| 1950 | 121 / 121 | 알려지지 않음 | 알려지지 않음 | 알려지지 않음 |
| 1954 | 134 / 134 | 알려지지 않음 | 알려지지 않음 | 알려지지 않음 |
| 1958 | 188 / 188 | 알려지지 않음 | 알려지지 않음 | 알려지지 않음 |
| 1962 | 214 / 214 | 알려지지 않음 | 알려지지 않음 | 알려지지 않음 |
| 1966 | 240 / 240 | 알려지지 않음 | 알려지지 않음 | 알려지지 않음 |
| 1970 | 264 / 264 | 알려지지 않음 | 알려지지 않음 | 알려지지 않음 |
| 1974 | 250 / 250 | 알려지지 않음 | 알려지지 않음 | 알려지지 않음 |
| 1978 | 250 / 250 | 알려지지 않음 | 알려지지 않음 | 알려지지 않음 |
| 1982 | 250 / 250 | 알려지지 않음 | 알려지지 않음 | 알려지지 않음 |
| 1987 | 250 / 250 | 알려지지 않음 | 알려지지 않음 | 알려지지 않음 |

## 같이 보기
- 알바니아 공산주의의 최후